# Мемнон

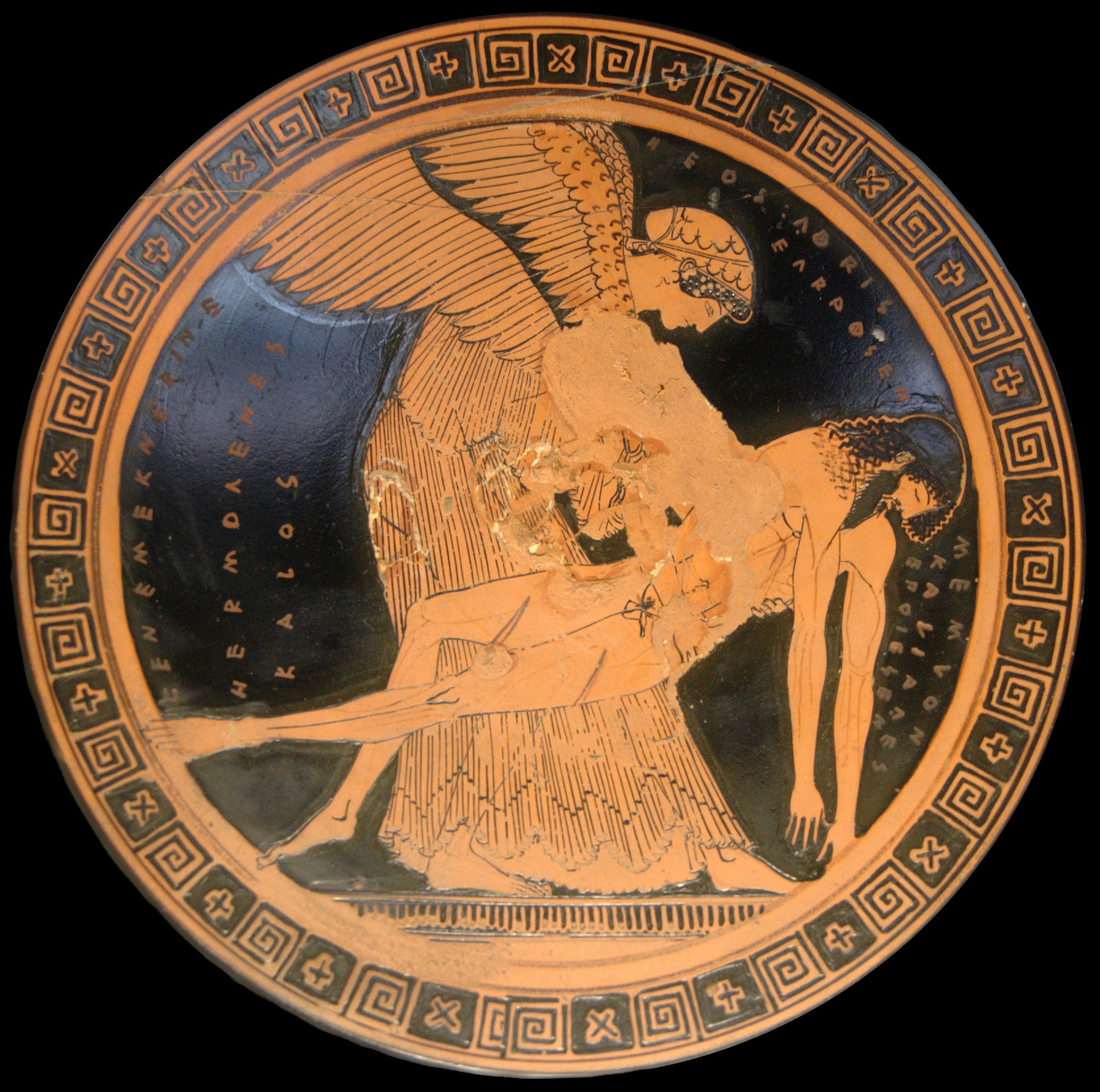
Дуріс. Еос оплакує Мемнона, Лувр

Мемнон (грец. Μέμνων) — син Еос і Тітона, брата Пріама, один із героїв Троянської війни, що виступав на чолі ефіопського війська проти греків.
Брат Мемнона Ематіон скинув його з престолу, але Геракл дорогою до саду Гесперид убив узурпатора і повернув владу Мемнону. Після загибелі Гектора Мемнон пішов на допомогу своєму дядькові Пріаму і, вбивши Антілоха, сам загинув від руки Ахіллеса. На прохання Еос Зевс подарував Мемнону безсмертя, а мати перенесла його до Ефіопії, де він далі владарював над своїм народом.
За іншою версією, птахи-мемноніди, що постали з праху Мемнона (варіант: птахами стали супутники Мемнона), почали бій над поховальним вогнищем і власною кров'ю викупили йому життя. Мемнон, нібито, збудував місто Сузи і численні споруди в Азії та Єгипті. За часів римської імперії з його ім'ям пов'язували дві колосальні статуї єгипетського фараона Аменхотепа III, одна з яких вважалася зображенням М. За переказами, при сході сонця з цієї статуї линув жалібний звук — Мемнон вітав свою матір Еос.